# Molí d'oli Vilamolat
El Molí d'oli Vilamolat és una construcció a Vilamolat de Mur, al municipi de Castell de Mur (Pallars Jussà) inclosa a l'Inventari del Patrimoni Arquitectònic de Catalunya.

## Descripció
S'hi conserven les restes de la maquinària d'un molí d'oli.

## Història
Informació presa del model de fitxa F30 emplenat pels Agents Rurals (2015). Alta IPAC: Juliol 2016